# Paweł Noch
Paweł Noch (ur. 20 września 1979) – polski piłkarz ręczny i trener.
Wychowanek Petrochemii Płock. Następnie występował w Kasztelanie Sierpc, będąc w sezonie 1999/2000 jego najlepszym strzelcem w rozgrywkach I ligi serii B, w której zdobył 142 bramki. W latach 2001–2005 reprezentował barwy AZS-AWF Warszawa. W sezonie 2004/2005 był najskuteczniejszym zawodnikiem warszawskiej drużyny w Ekstraklasie – w 27 meczach rzucił 140 goli. W najwyższej klasie rozgrywkowej grał także w barwach Śląska Wrocław i Azotów-Puławy.
Od 2007 związany z Jurandem Ciechanów – przez pierwsze dwa sezony jako zawodnik, a od 2009 jako trener. Ciechanowski zespół prowadził w rozgrywkach I ligi i Superligi (2011/2012; 12. miejsce; sześć zwycięstw, 22 porażki). W 2012 został szkoleniowcem pierwszoligowej Nielby Wągrowiec. W latach 2013–2015 prowadził grającą w Superlidze Stal Mielec. W latach 2015–2017 był trenerem Zagłębia Lubin.
W latach 2017–2019 był asystentem trenera reprezentacji Polski Piotra Przybeckiego.
4 czerwca 2025 roku został trenerem KS Warszawianki.